# Ruée vers l'or de la Big Bend
La ruée vers l'or de la Big Bend (anglais : Big Bend Gold Rush) est une ruée vers l'or sur le cours supérieur du fleuve Columbia en Colombie-Britannique — alors colonie britannique — dans région connue localement comme le Big Bend Country, dans le milieu des années 1860.
C'est une des nombreuses ruées vers l'or de Colombie-Britannique.